# Der Trompeter von Säckingen (film 1907)
Der Trompeter von Säckingen è un cortometraggio muto del 1907 diretto da Franz Porten che lo interpreta insieme alla figlia, l'attrice Henny Porten. La giovane Henny che qui aveva 17 anni, all'epoca stava muovendo i primi passi di una carriera che l'avrebbe vista diventare di lì a poco una delle prime dive del cinema muto tedesco.

## Produzione
Il film fu prodotto dalla Messters Projektion GmbH.